# Helemba-sziget
A Helemba-sziget (szlovákul: Chľabanský ostrov) a Duna esztergomi szakaszán található, a város tulajdonában álló, 16,8514 ha nagyságú, erdő művelési ágú sziget.

## Fekvése
A sziget a Helemba községhez tartozó Kovácspatak üdülőteleppel átellenben, Esztergom és Helemba között, Szamárhegytől északra, nagyjából az 1713 és az 1711-es folyamkilométer között fekszik. Kelet-nyugat irányba húzódik, hossza körülbelül 1,5 kilométer, szélessége 100-200 méter között változik. Körülbelül három kilométerrel a sziget fölött torkollik a Garam a Dunába, ami hordalékával zátonyszigeteket épített ki. Ezek közül legnagyobb a Helembai. A sziget tervezett rehabilitációja a víziturizmust élénkítené. Különleges geológiai adottságainak köszönhetően a sziget nagy része magas vízállás esetén sem kerül víz alá. (Bár az évszázadok során sokat változott a Duna medre a város környékén is.)

## Története
A sziget régészeti lelőhelyekben igen gazdag. Az ásatások során őskori földházak, középkori emlékek, egy kisebb Árpád-kori templom, a körülötte elterülő temető, egy érseki nyaraló alapjai, valamint a körülötte lévő gyümölcsöskert (valószínűleg barackos) nyomai kerültek elő. A dömösi prépostság Helemba faluban részbirtokot és halászokat kapott 1108 körül, valószínűleg ezek a helembai halászok nyugodtak az itt feltárt Arpád-kori temetőben.
A sziget első említése 1234-ből való „Halumbazyget” néven. II. Endre király ekkor rendelte el, hogy a Róbert érsek szigeten található házát kifosztók halállal lakoljanak, de az oklevélről feltételezhető, hogy hamis. A kőből épült érseki ház volt az egyetlen épület a szigeten, ami túlélte a tatárjárást. Az Esztergomi szandzsák 1570-es adóösszeírása említi, mint a  „Kis Érsek Sziget rétje a nagy szigettel és Helemba faluval szemben”. Királyaink is megfordultak a szigeten, így V. István itt állította ki egyik oklevelét 1270-ben. 1599. október 5-én a Habsburg Birodalom és az Oszmán Birodalom megbízottai itt folytattak béketárgyalásokat, amik kölcsönös engedmények híján kudarcba fulladnak. A Trianoni békeszerződés előtt Hont vármegyéhez tartozott, de mivel a Duna sodorvonalától délre fekszik, Magyarország része maradt, Esztergomhoz került. Ez a határkijelölés Csehszlovákia és Magyarország között 1924. március 11-én történt meg.

## Élővilága

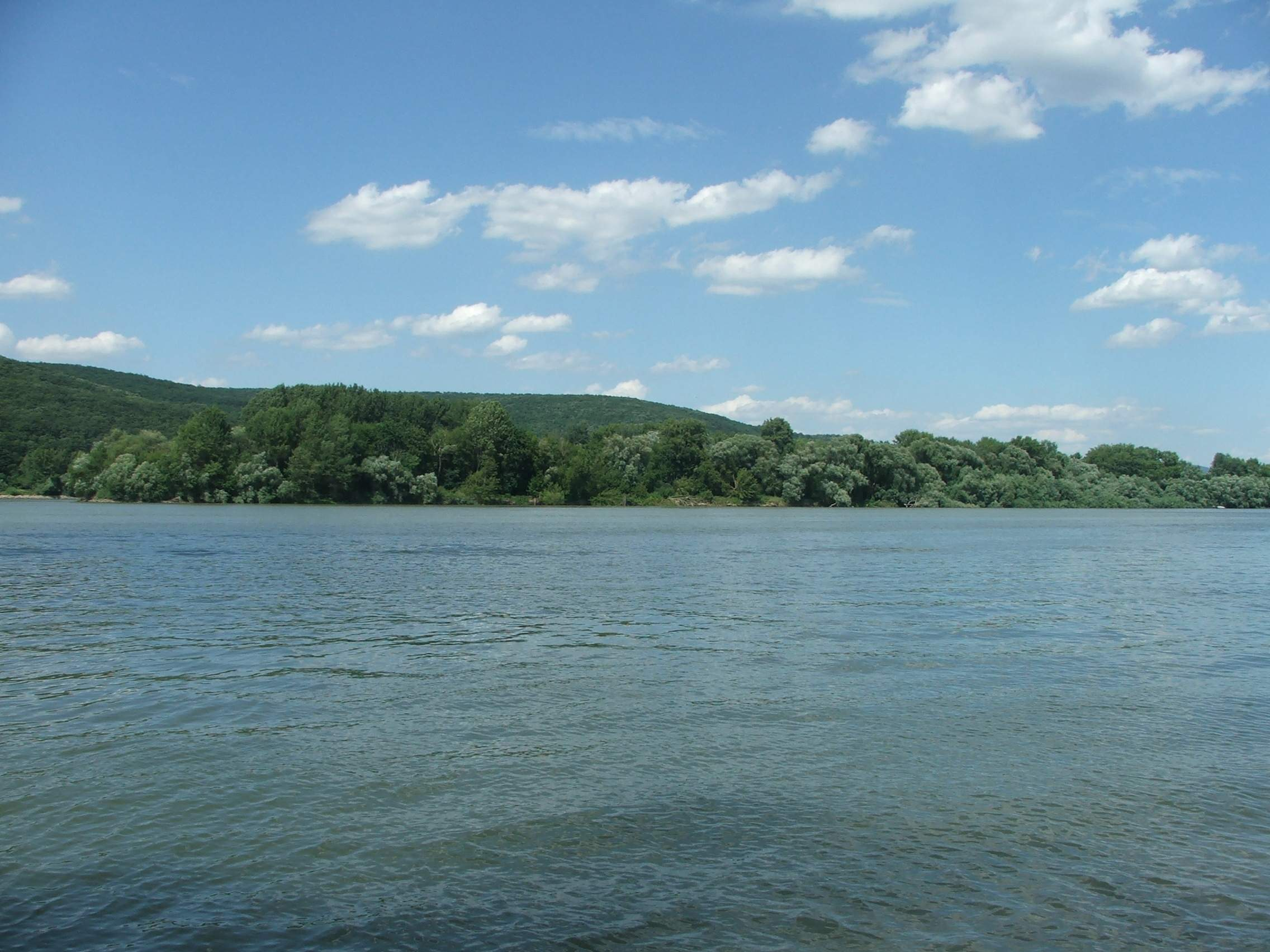
A sziget a bicikliút mellől

Itt található a Dunakanyar egyetlen gémtelepe. A telepen nagy számban szürke gémek és kárókatonák fészkelnek. Bizonyos években fészkel itt kabasólyom és jégmadár.